# 보타모치

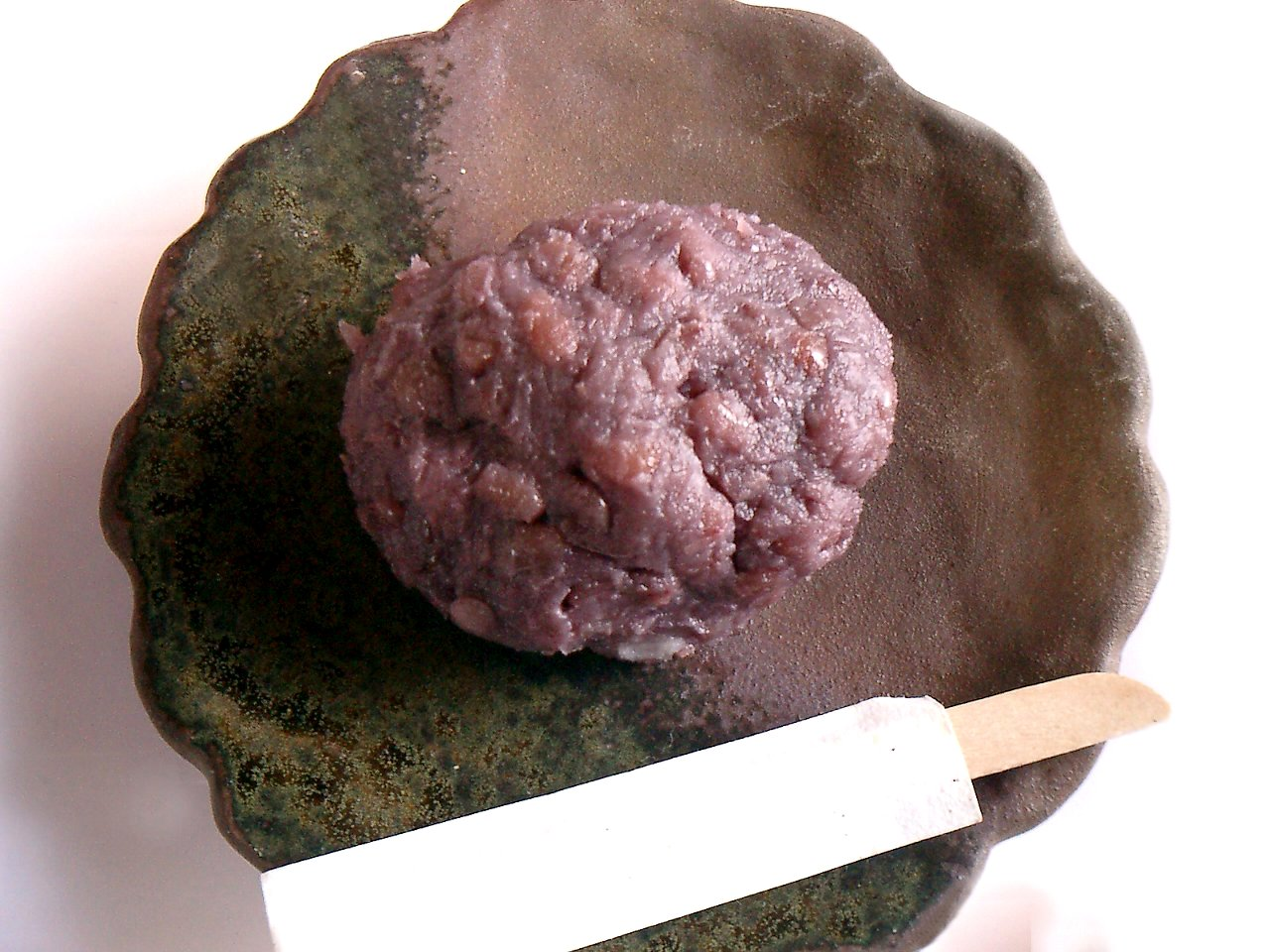
보타모치

보타모치(일본어: 牡丹餅)는 멥쌀과 찹쌀을 혼합 한 것을 찐다음 팥앙금을 묻힌 음식이다. 오하기(일본어: お萩餅)와 동일한 음식으로 계절에 따라 명칭이 다를 뿐 동일하다. 한글로 쓰면 '모란떡', '싸리떡'. 보타모치는 모란의 계절, 봄의 피안에 먹는 음식의 하나로, 팥 알갱이를 봄에 피는 모란에 비유한 것 인 것이다. 한편, 오하기는 싸리의 계절, 가을의 피안에 먹는 음식의 하나로, 팥 알갱이를 가을에 피는 싸리에 비유한 것 인 것이다.

## 같이 보기
- 모찌